# János Nehadoma
János Nehadoma, italianizzato in Giovanni Necadoma, (Budapest, 20 agosto 1901 – ...) è stato un calciatore e allenatore di calcio ungherese con cittadinanza italiana.

## Carriera
Centravanti ungherese arrivato in Italia grazie alla Pistoiese, fu però costretto a lasciare l'Italia nel 1927 a causa delle leggi del regime fascista verso i giocatori stranieri. Si trasferì quindi, grazie all'impegno di Heinrich Schönfeld, negli Stati Uniti dove militò con i Brooklyn Wanderers ed i Brooklyn Hakoah segnando una grande quantità di reti.
Rientrato in Italia, ritornò alla Pistoiese ed ottenne la residenza ed il passaporto italiano (che lo obbligò al cambio del nome in Giovanni Necadoma) grazie all'aiuto di un gerarca fascista locale. A Pistoia ricoprì il ruolo di allenatore-giocatore, per poi passare al Livorno, sempre in Serie B.
Il salto di qualità si compì con il passaggio alla Fiorentina, con la quale debuttò in Serie A e vi militò per tre stagioni. Al termine dell'esperienza con i gigliati passò al Modena, con cui iniziò la stagione (in Serie B) da giocatore, venendo poi chiamato a sostituire l'allenatore. L'anno successivo ottenne la promozione nel massimo campionato, meritandosi per quello successivo la chiamata della Triestina. Questa esperienza tuttavia non si rivelò delle più fortunate, venendo esonerato prima del termine della stagione.
Passò quindi allo Spezia prima, ed all'Atalanta poi, con la quale aprì un ciclo nel massimo campionato: dal 1941 al 1945, terminato con le dimissioni in favore di Giuseppe Meazza.. Seguì un anno e mezzo sulla panchina del Bari, ed un altro su quella del Mantova.
Seguirono numerosi anni di inattività, interrotti prima dal ruolo di direttore sportivo all'Atalanta, e poi dalle panchine con Ternana e Aquila Calcio.
Fece anche parte di rappresentative italiane, giocando in quella del Nord Ovest nella gara di Genova del 30 ottobre 1932 contro la Polonia, in occasione della quale segnò 3 reti nella vittoria degli azzurri per 5-1.

## Palmarès

### Giocatore

#### Competizioni nazionali
- Coppa Arpinati: 1

Pistoiese: 1927
- Serie B: 1

Livorno: 1932-1933

### Allenatore

#### Competizioni nazionali
- Serie B: 2

Modena: 1937-1938, 1942-1943
- Serie C: 1

Spezia: 1939-1940